# 日本暦日原典
日本暦日原典（にほんれきじつげんてん）は、内田正男によって作成された長暦。1975年に雄山閣出版より初版が刊行され、最新版は2023年刊行の第5版である。

## 概要
近代に入ってから、長暦として1880年に内務省が編纂した『三正綜覧』があったが、後になって小川清彦・神田茂らから誤謬が指摘されるなど問題が多かった。
戦後になって、東京天文台の天文学者・前山仁郎は、歴史学者・桃裕行とともに、宣明暦時代の暦日を当時急激に発達しつつあった電子計算機を用いて推算・復元する構想を立てた。ところが、1963年に前山が旅先にて急死したためにこの計画は一旦中止された。
その後、東京天文台長であった広瀬秀雄が前山の構想を引き継いで、内田を中心として本格的な長暦を作成することとした。内田は桃や大谷光男、薮内清らの意見を参考にして、日本で採用された各暦法の規則と江戸時代に中根元圭・安藤有益が長暦編纂に用いた計算方法を参考にして東京天文台の電子計算機（沖電気工業製 OKITAC 5090D）においてプログラム化して、各年の定朔・二十四節気・没日・滅日・土用を算出してそこから太陽暦（ユリウス暦及びグレゴリオ暦）の暦日を推算し、更に改暦（閏月や月の大小などの人為的な修正）によって人為的に修正された後の実際に利用された暦日に合わせるために、桃裕行が研究した古記録に記された宣明暦の暦日などと調整した。
従来の長暦は通常『日本書紀』によって記された神武天皇即位（紀元前660年）以来の暦日について作成されてきたが、『日本暦日原典』では450年（日本の允恭天皇39年）頃以前の暦日は『日本書紀』編纂時に儀鳳暦に基づいて逆算されたものに過ぎないとする小川の説を採用して、日本で使用が確認されている最古の暦である元嘉暦が中国南朝宋で使用が開始された年で朝鮮半島において日本と関係が最も深かった百済でもほぼ同時期に採用されたとされている445年（日本の允恭天皇34年）から太陰太陽暦が用いられた最後の年である1872年（日本の明治5年）までの1428年間の暦日を記載している。
従来、1000年以上（採用暦法が確実に判明している692年（日本の持統天皇6年、儀鳳暦採用の年）からでは1181年間、神武天皇即位からでは2542年間に及ぶ）にわたる太陽太陰暦の期日を1つ1つ手計算で推算したことと人為的な改暦の多さから誤謬の発生が避けられなかった日本の長暦において、電子計算機の利用によって作られた『日本暦日原典』の登場によって、従来よりも遥かに高精度の長暦（ただし、内田自身は序文でそれでも不正確な部分や不明な部分を含んでいるとしている）が作成されることとなった。以後、旧暦と新暦の間の換算や干支・閏月・大小などの資料作成の分野において同書が参考資料として広く依拠されている。

## 日本書紀暦日原典
『日本暦日原典』発刊から3年後の1978年、内田正男により雄山閣から刊行。本書では神武東征（B.C667年）から持統天皇11年、文武天皇元年（697年）までの日本書紀に現れる暦日を取り扱っている。日本書紀の暦日は安康天皇の時代から元嘉暦、それ以前は儀鳳暦による推算であるとする小川清彦の説に従って、各々の暦法による推算を行い、前書同様、誤植防止のために計算機の出力結果をそのまま写真版として収載している。巻末には、発表当時ガリ版刷りでしか配付されなかったという小川清彦の論文『日本書紀の暦日に就て』が掲載され、同氏の業績を顕彰している。なお本書における推算では西暦はすべてグレゴリオ暦（先発グレゴリオ暦）で計算されている。